# Melanoplus femurrubrum
Melanoplus femurrubrum is een rechtvleugelig insect uit de familie veldsprinkhanen (Acrididae). De wetenschappelijke naam van deze soort is voor het eerst geldig gepubliceerd in 1773 door De Geer.